# Diabelski Kościół
Diabelski Kościół (niem. Teufelskirche) – skały w Strużnickich Skałach w południowo-zachodniej Polsce, w Sudetach Zachodnich, w Rudawach Janowickich, w Górach Strużnickich.

## Położenie
Skały położone są w Sudetach Zachodnich, w północnej części Rudaw Janowickich, na południowy zachód od Starościńskich Skał, na północny zachód od Świniej Góry, na wschód od Strużnicy na wysokości ok. 610–670 m n.p.m. Powyżej znajduje się kamieniołom z dwoma jeziorkami. Na wschód od skałek leży grupa skalna Pieklisko. W przewodniku wspinaczkowym Rudawy Janowickie, M. Kajca zgrupowuje Diabelski Kościół i Jastrzębie Skały pod jedną nazwą (Pieklisko, Czartówka).  Grupy skalne leżą w Rudawskim Parku Krajobrazowym.

## Charakterystyka
Skały oraz bloki zbudowane są z granitu karkonoskiego. Granitowe turnie zachwycają niezwykłymi kształtami. Skały te dochodzą do wysokości około 20 m. Obecnie większość skał została odsłonięta poprzez wycinkę lasu.

## Historia
Pierwsze wzmianki pochodzą z 1654 r., kiedy to ewangelikom z Karpnik i Strużnicy odebrano kościół w Karpnikach (s347). Ewangelicy z tych miejscowości wśród skał odbywali  tajne nabożeństwa, które katolicy uważali za „diabelskie”. Na mapach z roku 1884 oraz 1936 (Königl. Preuß Landesaufnahme. Reg.Bez.Leignitz.) zaznaczona została nazwa skalna 
Teufelskirche (Diabelski Kościół).

## Turystyka
- – niebieski – fragment Europejskiego Szlaku E3 prowadzący z Trzcińska na Skalnik przez Starościńskie Skały obok Diabelskiego Kościoła
- – żółty – ze Strużnicy na Starościńskie Skały przez Strużnickie Skały
- – żółty – ze Strużnicy na Rozdroże pod Bielcem (w Strużnicy przed wejściem do lasu kierujemy się w lewo drogą leśną, po 15 min dochodzimy do skał)

## Galeria

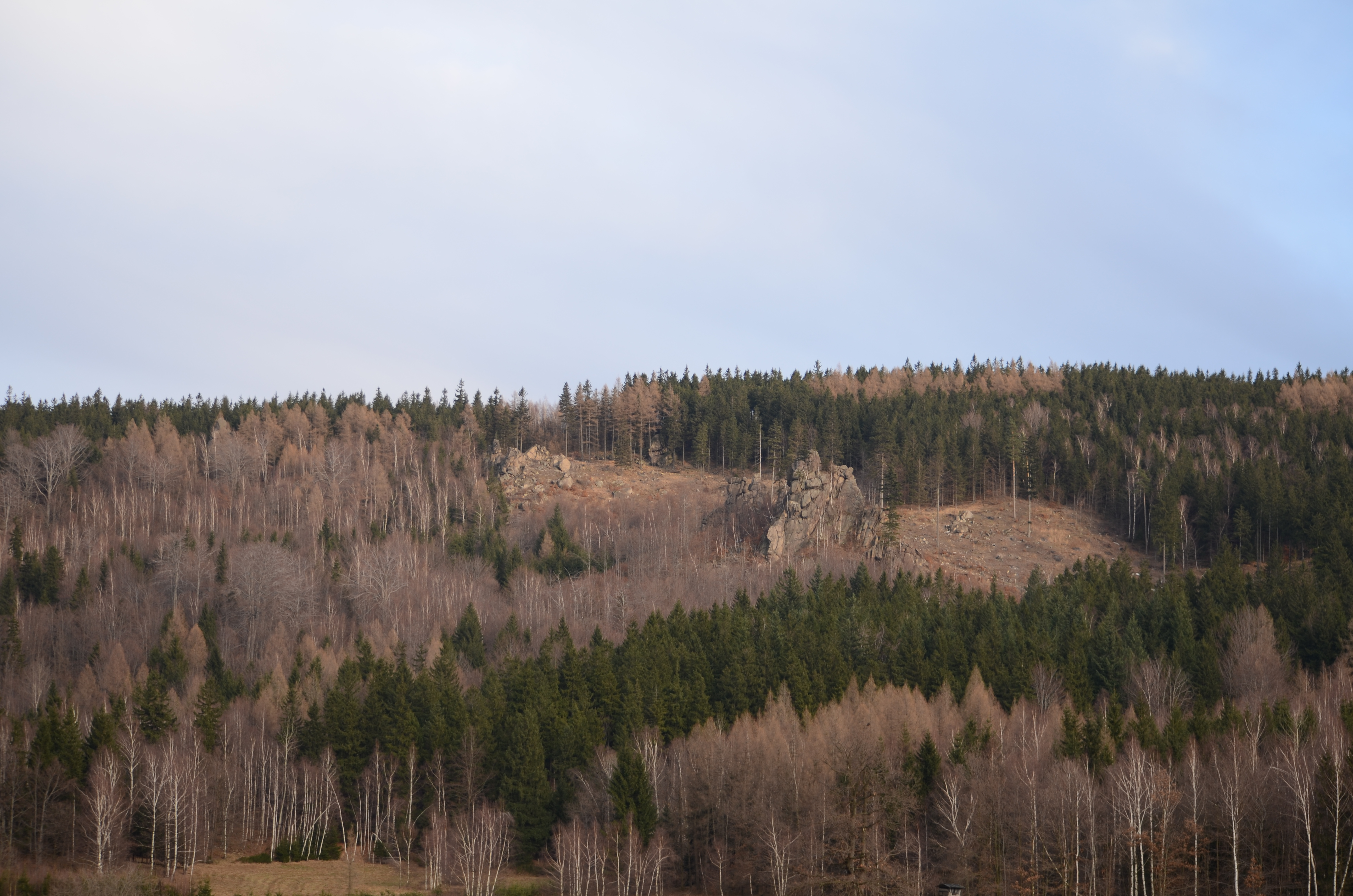
Diabelski Kościół
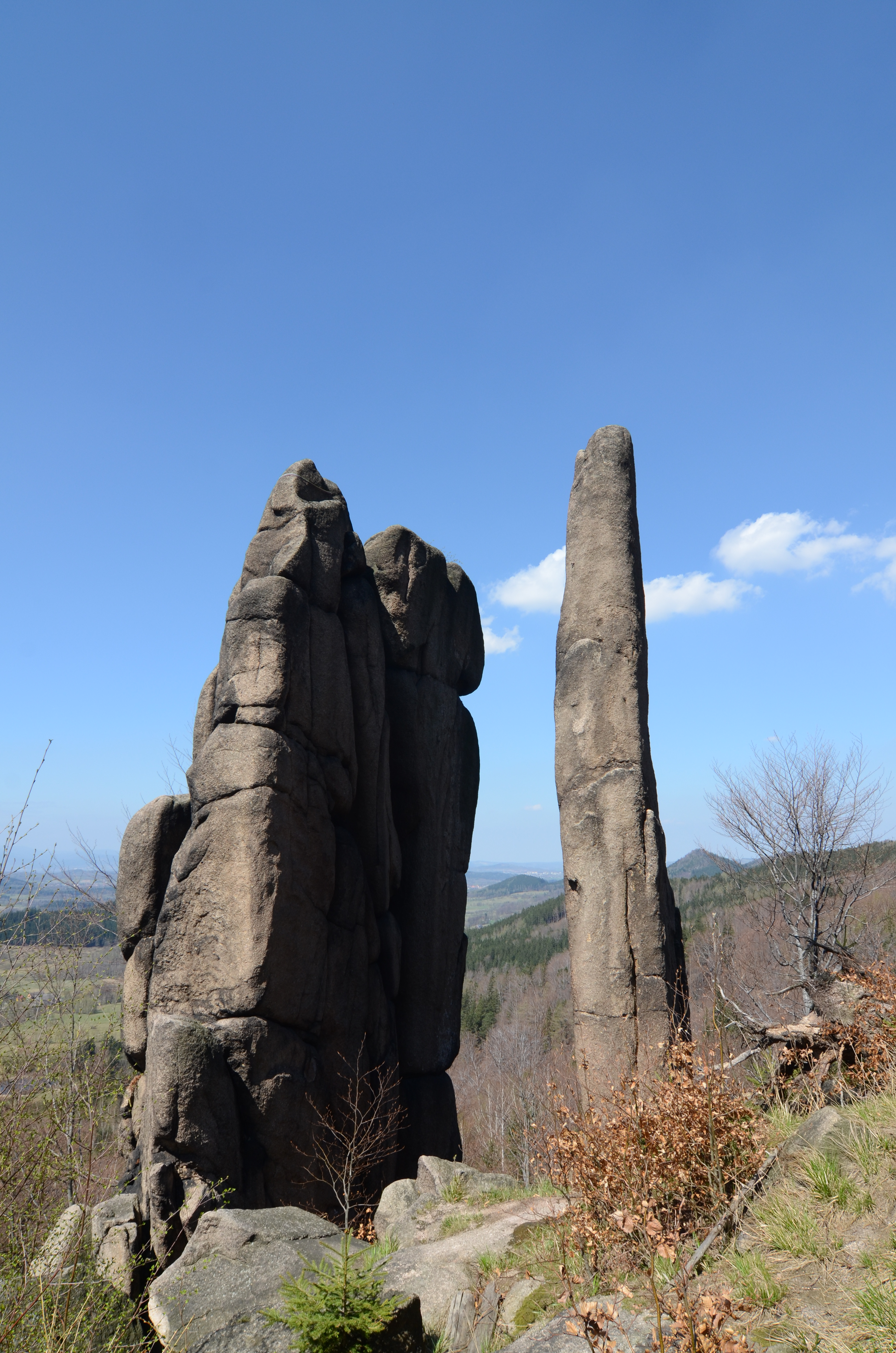
Enis
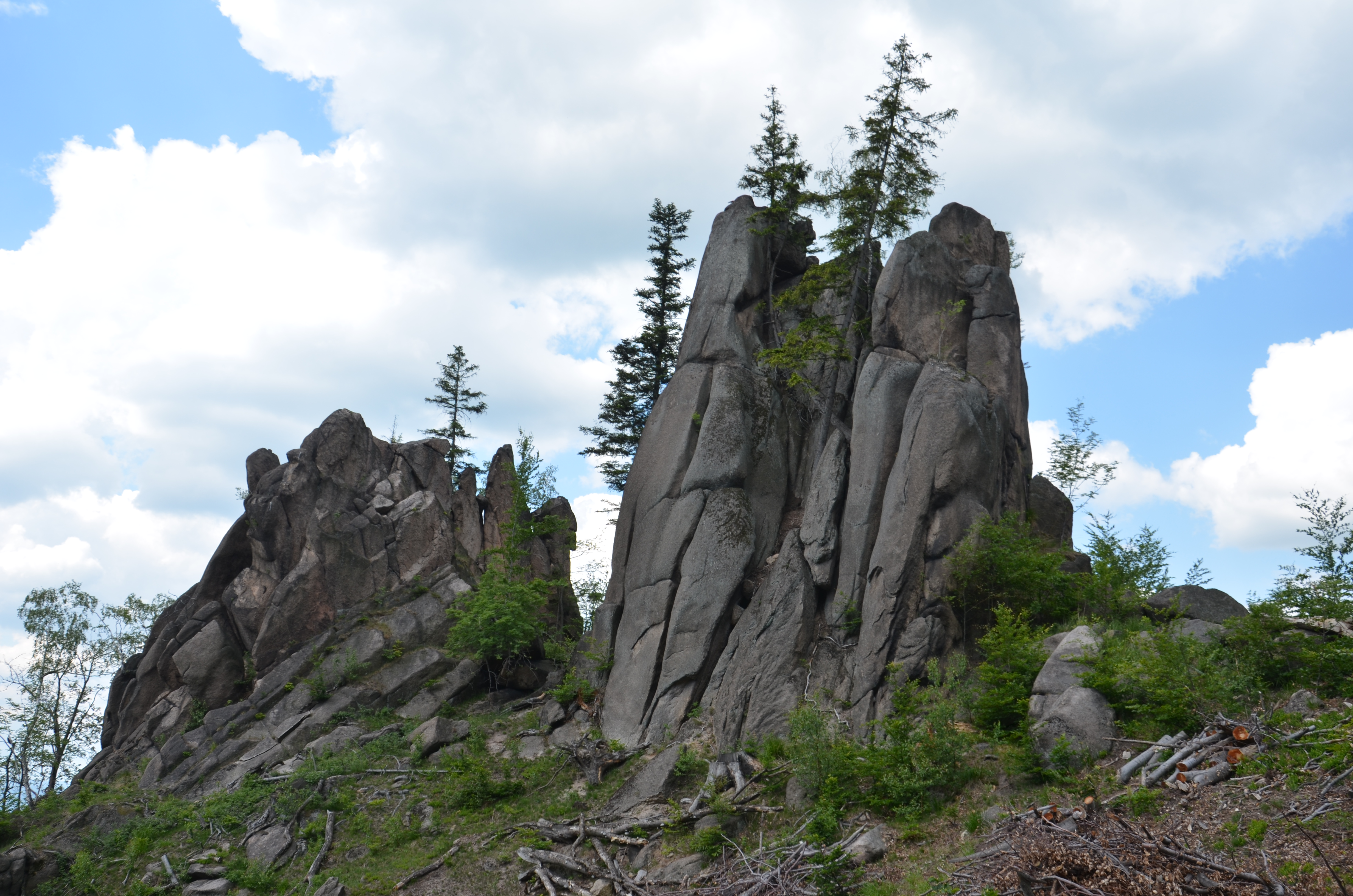
Diabelskie Skały